# Sicherheitskühler

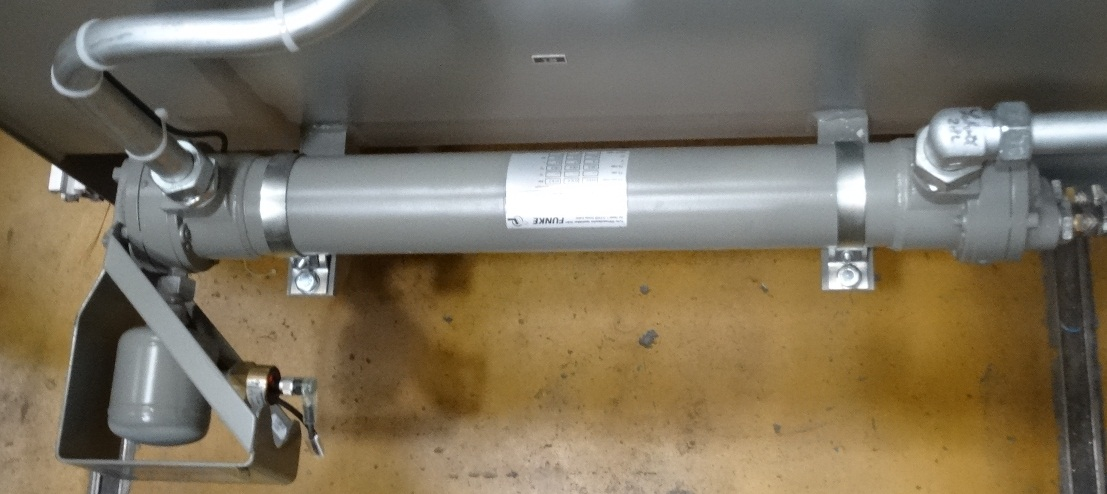
Sicherheitskühler eines Hydraulikaggregates

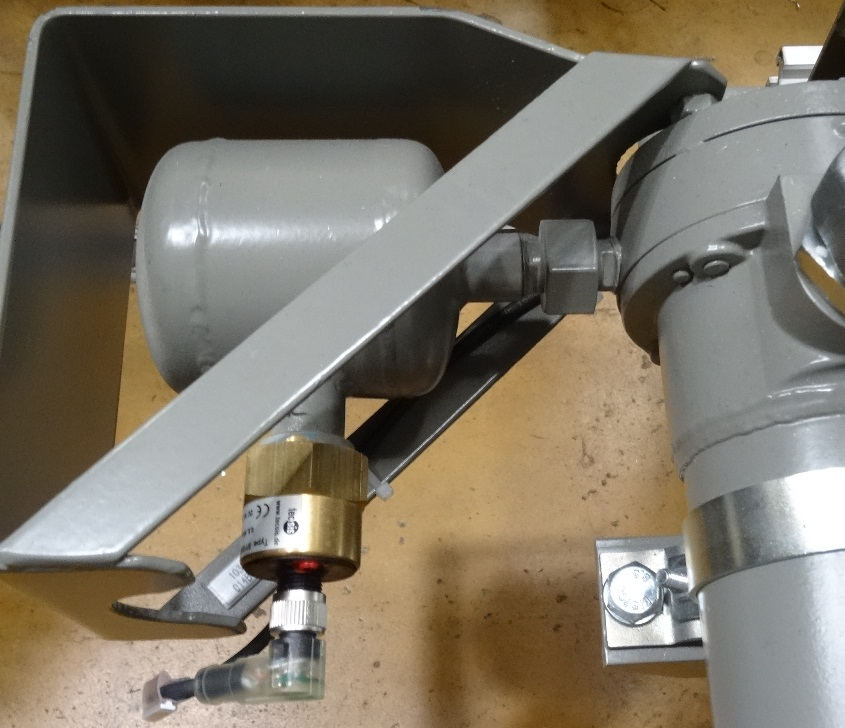
Sicherheitskühler, Detail von Druckschalter und Membranspeicher

Ein Sicherheitskühler ist eine Baugruppe, die in Wasserkühlungen für Ölhydraulikaggregate zum Kühlen des Arbeitsmediums mit Wasser eingesetzt wird.
Zur Kühlung größerer stationärer hydraulischer Systeme werden häufig Rohrbündelwärmetauscher eingesetzt, bei denen das Hydrauliköl durch Wasser gekühlt wird. Meist befindet sich dieser Wärmetauscher in einem separaten Kreislauf, der von einer eigenen Umwälzpumpe angetrieben wird und auch einen Ölfilter umfasst. Zur Kühlung wird bei Verfügbarkeit häufig Wasser aus Oberflächengewässern oder Brunnen eingesetzt. Der Rücklauf wird wieder in das Gewässer oder Schluckbrunnen zurückgeführt.
Bei einer Leckage des Wärmetauschers bestehen dann zwei Risiken:
- das Hydrauliköl kann in den Kühlwasserrücklauf gelangen und so in Oberflächengewässer bzw. den Schluckbrunnen gelangen (so lange der Druck im Ölkreislauf höher als der Wasserdruck ist)
- das Kühlwasser kann in das Hydrauliköl eindringen und dieses unbrauchbar machen. Größere Mengen Wasser im System können zu Folgeschäden führen. im Extremfall kann der Tank überlaufen (bei abgeschalteter Umwälzpumpe)

Der Sicherheitskühler ist eine spezielle Bauform des Rohrbündelwärmetauschers. Dabei sind die einzelnen Rohre doppelwandig und der Zwischenraum mit einer Sperrflüssigkeit gefüllt. Das Sperrmedium ist so beschaffen, dass es weder im Ölkreislauf noch im Abwasser schädlich ist. Durch einen Membranspeicher wird diese Flüssigkeit bei der Herstellung des Kühlers mit Druck beaufschlagt, der höher als der Druck im Ölkreislauf ist. Dieser Druck wird durch einen Druckschalter überwacht. Falls es zu einer Leckage zwischen Wasserkreislauf und Sperrmedium oder Ölkreislauf und Sperrmedium kommt, baut sich der Druck im Speicher ab, der Druckschalter spricht an. Öl- und Wasserkreislauf sind dann jedoch noch immer durch eine der beiden Rohrwandungen getrennt. Die Steuerung kann bei Ansprechen des Druckschalters eine geeignete Fehlerreaktion ausführen (Warnsignal, Abschalten der Umwälzpumpe, Schließen des Kühlwasserventils...).